# العرين (الليث)
العرين قرية سعودية، تتبع مركز الجائزة في محافظة الليث بمنطقة مكة المكرمة.